# Ikervár
Ikervár je obec v Maďarsku v župě Vas, spadající pod okres Sárvár. Nachází se v blízkosti řeky Ráby, asi 7 km jihozápadně od Sárváru, 23 km východně od Szombathely a asi 216 km jihozápadně od Budapešti. V roce 2024 zde žilo 1 614 obyvatel. Název se skládá ze dvou slov: iker (dvojče) a vár (hrad).
Kromě hlavní části patří k obci také osada Péterfa a samoty Antóniamajor a Berekmajor.
V Ikerváru se setkávají tři vedlejší silnice: silnice č. 8441 vede z Ikerváru na východ do obce Sótony, 8443 na západ do obce Megyehíd a dalších obcí za ní, a silnice č. 8701 vede od severu ze Sárváru (osada Csényeújmajor) přes celý Ikervár na jih do obce Meggyeskovácsi.
Nachází se zde zámek, který patřil rodu Batthyányů, kostel svatého Jiří a hřbitov. V blízkosti samoty Berekmajor se nachází vodní elektrárna. V okolí Ikerváru je dále celkem 17 větrných turbín.

## Sousední obce
| Růžice kompasu | Csénye   |                | Sárvár                | Růžice kompasu |
| Růžice kompasu | Megyehíd | Sever          | Sótony                | Růžice kompasu |
| Růžice kompasu | Megyehíd | Ikervár        | Sótony                | Růžice kompasu |
| Růžice kompasu | Megyehíd | Jih            | Sótony                | Růžice kompasu |
| Růžice kompasu |          | Meggyeskovácsi | Nyőgér Bejcgyertyános | Růžice kompasu |